# Quercus crassipes
Quercus crassipes — вид рослин з родини букових (Fagaceae), поширений у південній і центральній Мексиці.

## Опис

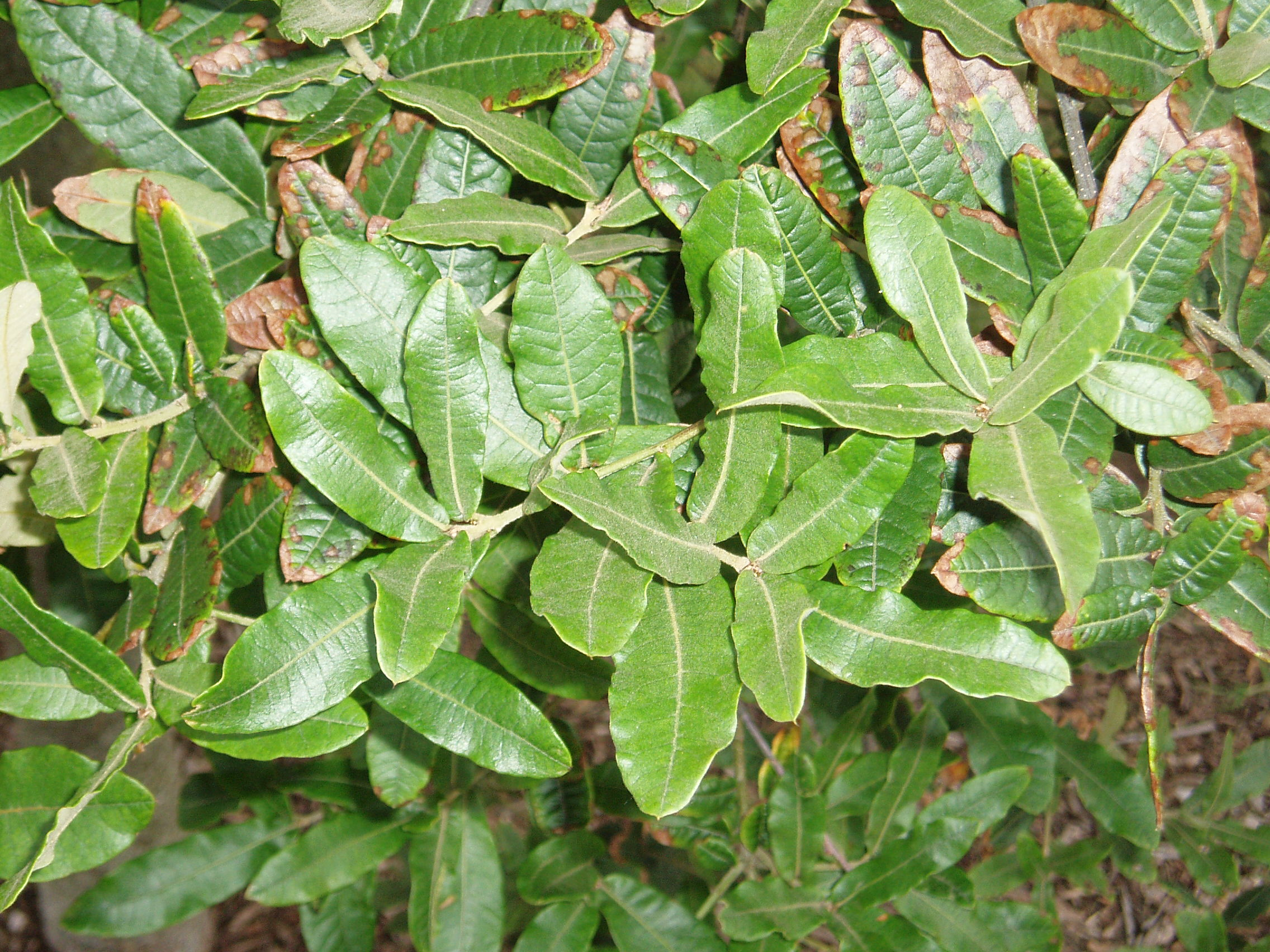
листя

Це дерево або кущ від 4 до 35 метрів заввишки з діаметром стовбура від 15 до 100 см. Кора темно-сіра, тріщиниста і луската. Гілочки тонкі, податливі, спочатку густо-жовтувато-волохаті, потім з дрібним запушенням, круглі або кутові в перерізі, з деякими блідими сочевичками. Листки листопадні або напіввічнозелені, шкірясті, вузько еліптичні, або ланцетні або зворотно-ланцетні, 2.5–9 × 1–3 см; верхівка гостра; основа округла або майже серцеподібна; край дуже товстий, злегка згорнутий, цілий або іноді трохи хвилястий; молоде листя з густим жовтуватим нальотом по обидва боки (зверху переважно на середній жилці); зріле листя темно-сірувато-зелене зверху, голе (крім уздовж середньої жилки або лише біля її основи), знизу з жовтувато-сірими трихомами; ніжка товста, жовтувата, волохата або гола, 2–10 мм. Період цвітіння: травень. Тичинкові сережки завдовжки 2.5–4.5 см, 15–20-квіткові; маточкових квітів 1–2 на короткому квітконосі завдовжки 1–1.5 см. Жолуді поодинокі або в парі, яйцюваті, завдовжки 10–20 мм; чашечка охоплює від 1/3 до 1/2 горіха; дозрівають другого року у вересні — листопаді.

## Середовище проживання
Поширений у південній і центральній Мексиці. Росте в ярах, в сосново-дубовому лісі, на пасовищах, на кам'янистих або піщано-кам'янистих ґрунтах; на висотах від 2000 до 2600 метрів.

## Використання й загрози
Цей вид використовується як дрова, деревне вугілля, огорожа, будівельний матеріал і папір.
Ліси стикаються з вирубкою лісів внаслідок сільського господарства та розвитку.